# Diego Aguirre (rugby à XV)
Pour les articles homonymes, voir Diego Aguirre et Aguirre.
Pas d'image ? Cliquez ici

a Compétitions nationales et continentales officielles uniquement.

b Matchs officiels uniquement.
Diego Aguirre, né le 23 septembre 1974 à Montevideo (Uruguay), est un joueur de rugby à XV qui a joué avec l'équipe d'Uruguay entre 1992 et 2007. Il évoluait aux postes de demi d'ouverture, centre ou arrière (1,87 m pour 95 kg).

## Biographie
Diego Aguirre joue en club avec Carrasco Polo, avec qui il est plusieurs fois champion d'Uruguay.
En 2004-2005, il dispute une saison en France avec l'US Tours en Fédérale 1,.
Il joue plus de quinze ans en équipe nationale, de 1992 jusqu'aux qualifications pour la Coupe du monde 2007,. Il est le capitaine de sa sélection lors de la Coupe du monde 2003.

### En équipe nationale
Il a obtenu sa première cape internationale le 20 septembre 1992 à l'occasion d'un match contre l'équipe du Chili à Montevideo, et sa dernière cape le 24 mars 2007 contre l'équipe du Portugal, également à Montevideo.

## Palmarès

### En équipe nationale
- 58 sélections (58 fois titulaire)
- 115 points (7 essais, 10 transformations, 20 pénalités)
- 16 fois capitaine entre le 28 avril 2002 et le 2 novembre 2003
- Sélections par année : 1 en 1992, 7 en 1995, 4 en 1996, 1 en 1997, 9 en 1998, 9 en 1999, 2 en 2001, 9 en 2002, 8 en 2003, 1 en 2005, 5 en 2006, 2 en 2007

en Coupe du monde :
- 1999 : 3 sélections (Espagne, Écosse, Afrique du Sud)
- 2003 : 4 sélections (Afrique du Sud, Samoa, Géorgie, Angleterre)